# Radwa Reda
Radwa Reda –en árabe, رضوى رضا– (nacida el 2 de noviembre de 1993) es una deportista egipcia que compite en taekwondo. Ganó tres medallas en los Juegos Panafricanos entre los años 2011 y 2019, y cuatro medallas en el Campeonato Africano de Taekwondo entre los años 2010 y 2018.

## Palmarés internacional
| Juegos Panafricanos | Juegos Panafricanos               | Juegos Panafricanos | Juegos Panafricanos |
| Año                 | Lugar                             | Medalla             | Categoría           |
| ------------------- | --------------------------------- | ------------------- | ------------------- |
| 2011                | Maputo (Mozambique)               | Medalla de plata    | –49 kg              |
| 2015                | Brazzaville (República del Congo) | Medalla de oro      | –53 kg              |
| 2019                | Rabat (Marruecos)                 | Medalla de plata    | –57 kg              |
| Campeonato Africano |                                   |                     |                     |
| Año                 | Lugar                             | Medalla             | Categoría           |
| 2010                | Trípoli (Libia)                   | Medalla de oro      | –49 kg              |
| 2014                | Túnez (Túnez)                     | Medalla de oro      | –53 kg              |
| 2016                | Puerto Saíd (Egipto)              | Medalla de oro      | –53 kg              |
| 2018                | Agadir (Marruecos)                | Medalla de bronce   | –53 kg              |